# Патри (броненосец)
«Патри» (фр. Patrie) — французский эскадренный броненосец, второй корабль типа «Републик».
Корабль был заложен на верфи компании Forges et chantiers de la Méditerranée, в Ла-Сене, в апреле 1901 года, спущен на воду в декабре 1903 года, и три года спустя вступил в состав флота в декабре 1906 года, в то же самое время как и революционный британский линкор Дредноут.
«Патри» служил в составе средиземноморского Флота Франции. В 1910 году во время манёвров, случайно торпедировал свой систершип «Републик» . После начала Первой мировой войны в августе 1914, броненосец участвовал в сопровождении конвоев идущих из Алжира во Францию. Участвовал в потоплении австро-венгерского легкого крейсера Зента. Во время Первой мировой войны «Патри» служил у входа в Адриатическое море, базируясь в Корфу. Блокируя Австро-венгерский флот в Адриатике. В мае 1916 «Патри» был сбит немецкий дирижабль Salonica. После войны корабль был выведен из состава флота, после чего в 1921 году отправлено на слом.